# Armazi
Armazi (en georgiano: არმაზი) o Armaz-Tsije (en georgiano: არმაზციხე), es un lugar en Georgia, 4 km al suroeste de Mtsjeta y 22 km al noroeste de Tiflis. Forma parte de la Gran Mtsjeta histórica, es un lugar donde se encontraba la antigua ciudad del mismo nombre y la capital original del antiguo reino georgiano de  Kartli o Reino de Iberia. Floreció particularmente en los primeros siglos de la era cristiana y fue destruida por la invasión árabe en la década del 730.

## Arqueología
Pequeñas excavaciones en el territorio de Armazi, realizadas en 1890, revelaron el zócalo de las murallas de adobe, con escalones de piedra, y despejaron la estructura de dos habitaciones, donde se descubrieron fragmentos del torso de una mujer del siglo I. Entre 1943 y 1948, se realizó una excavación a gran escala bajo la dirección de Andria Apakidze de la Academia Nacional de Ciencias de Georgia, que se reanudó en 1985 y que todavía continúa. Han demostrado que las murallas y torres de adobe, construidas sobre un zócalo de piedra labrada en la primera mitad del siglo I, rodeaban la cima de la colina y la ladera que desciende hacia el río, una superficie de 30 ha. El terreno dentro de las murallas estaba adosado y varios edificios se encontraban situados en las terrazas.
Se han identificado las tres principales capas culturales: la más antigua data del siglo IV-3 a. C. (Armazi I), la intermedia es del siglo III-1 a. C. (Armazi II), y la estructura relativamente más nueva pertenece al siglo I-6 d. C. (Armazi III). 
- Armazi I está construido con bloques de piedra maciza que forman una base inexpugnable, pero que fueron rematados con ladrillos de barro menos duraderos. También contiene una gran sala de seis columnas con techo de tejas.
- Armazi II se caracteriza por un templo con ábside.
- Armazi III es la capa más rica construida de bloques de piedra elegantemente cortados, unidos con mortero de cal y abrazaderas metálicas. Entre las estructuras sobrevivientes se encuentran el palacio real, varias tumbas ricamente decoradas, una casa de baños y un pequeño mausoleo de piedra.[1]

El área es ahora un museo de campo protegido por el estado, administrado como parte del Museo-Reserva Nacional de Arqueología del Gran Mtskheta.

## Historia

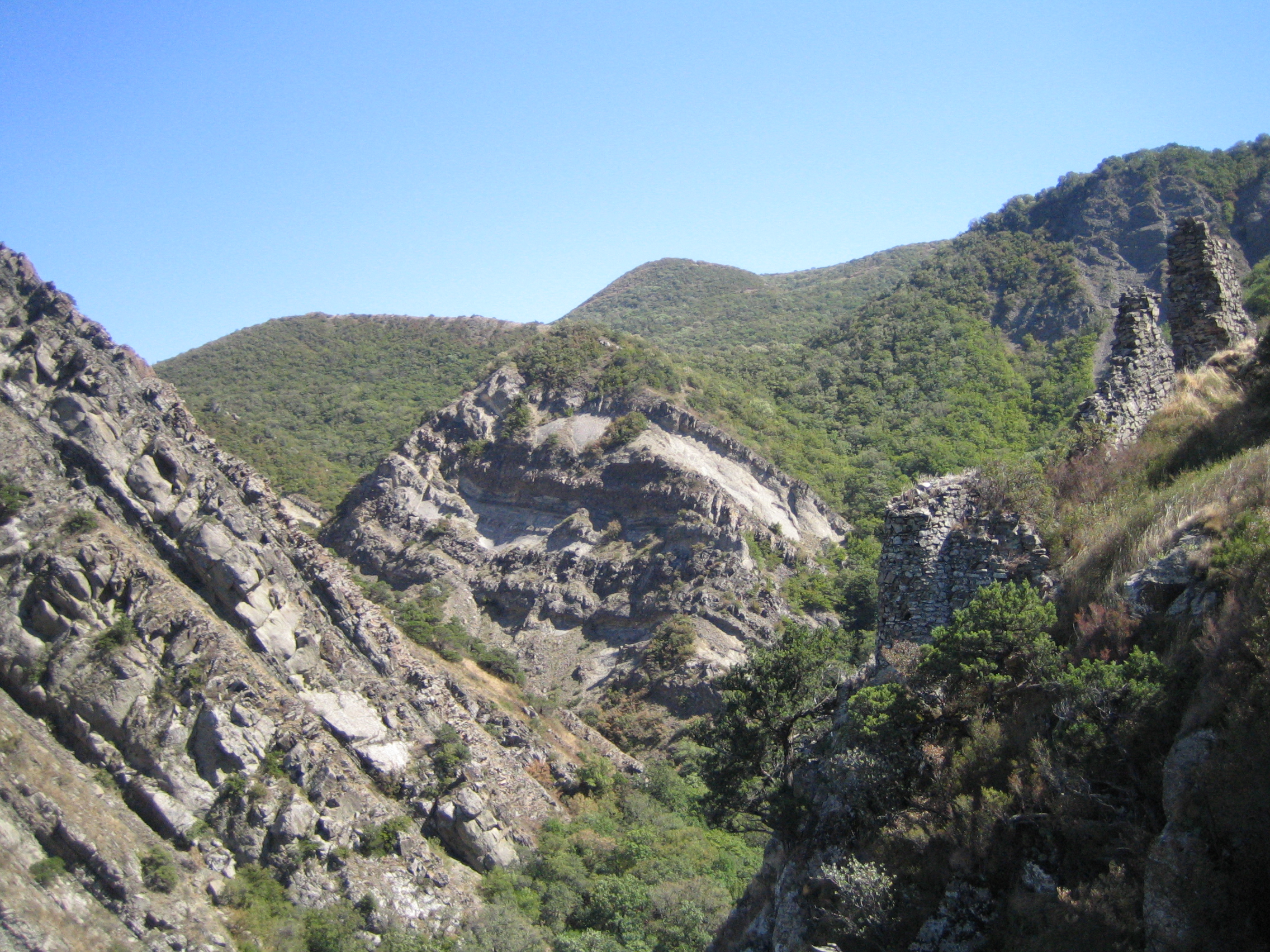
Las ruinas de la ciudadela Armazi.

Las evidencias arqueológicas atestiguan que el antiguo Armazi era mucho más extenso de lo que es hoy. La situación estratégica de Armazi fue dictada por su fácil acceso al desfiladero de Darial, la carretera principal sobre el Gran Cáucaso, a través de la cual los pueblos escitas invadieron el antiguo Oriente Próximo.

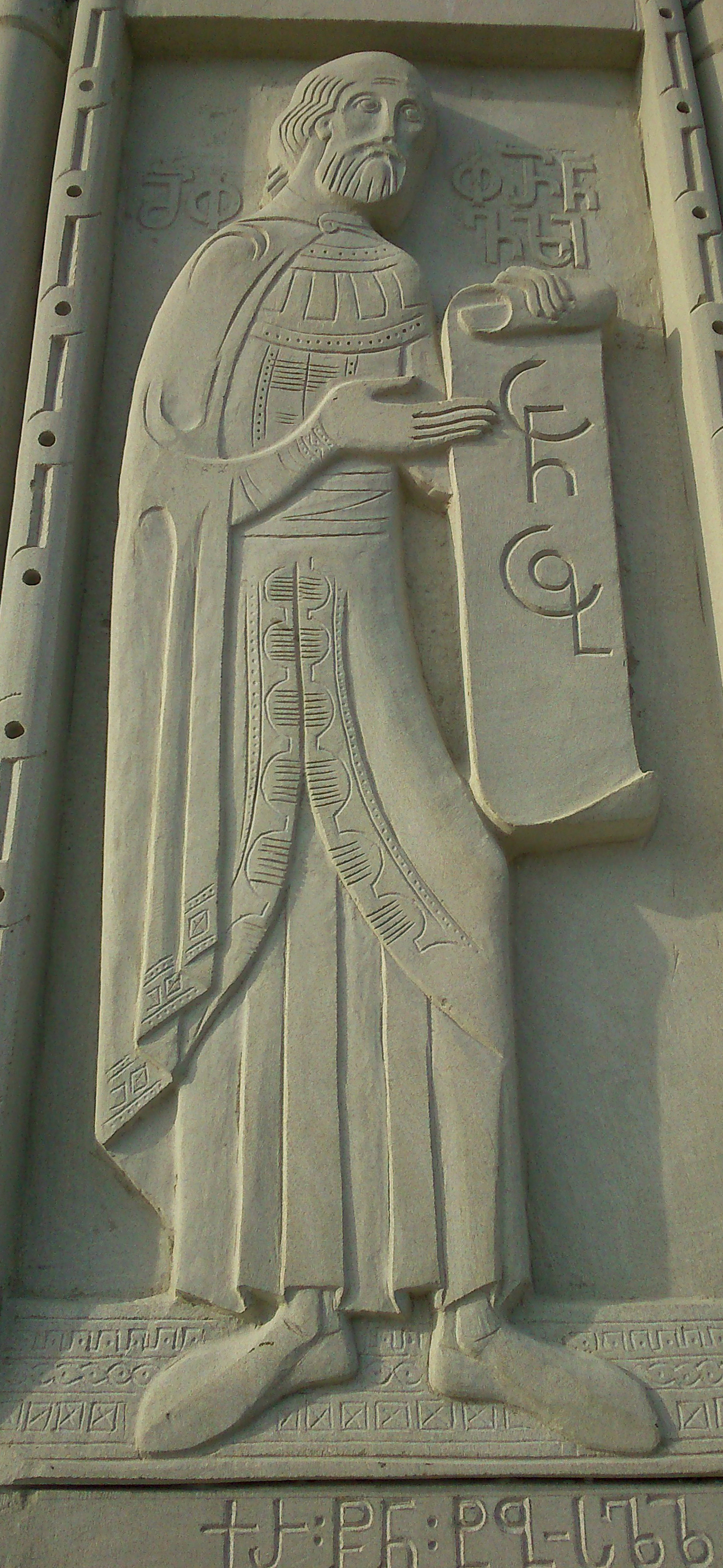
Relieve de Parnavaz I de Iberia fundador de Armazi.

El nombre de la ciudad y su acrópolis dominante, Armaz-Tsije (literalmente, «ciudadela de Armazi»; არმაზციხე), se toma generalmente para derivar de Armazi, la deidad principal del panteón ibérico pagano. El nombre aparece por primera vez en los anales georgianos medievales aunque es claramente mucho más antiguo y se refleja en el nombre clásico Armastica o Harmozica de Estrabón, Plinio el Viejo, Claudio Ptolomeo y Dion Casio. Según una colección de crónicas medievales georgianas, Armaztsikhe fue fundada, en el siglo III a. C., por el rey Parnavaz I de Iberia en el lugar hasta entonces conocido como Kartli. Esta fortaleza se encontraba en el actual monte Bagineti, en la margen derecha del río Kurá, en su confluencia con el Aragvi. La otra ciudadela, Tsitsamuri (წიწამური) o la Sevsamora de los autores clásicos, estaba justo enfrente, en la orilla izquierda del Aragvi y controlaba la carretera hacia al monte Kazbek.

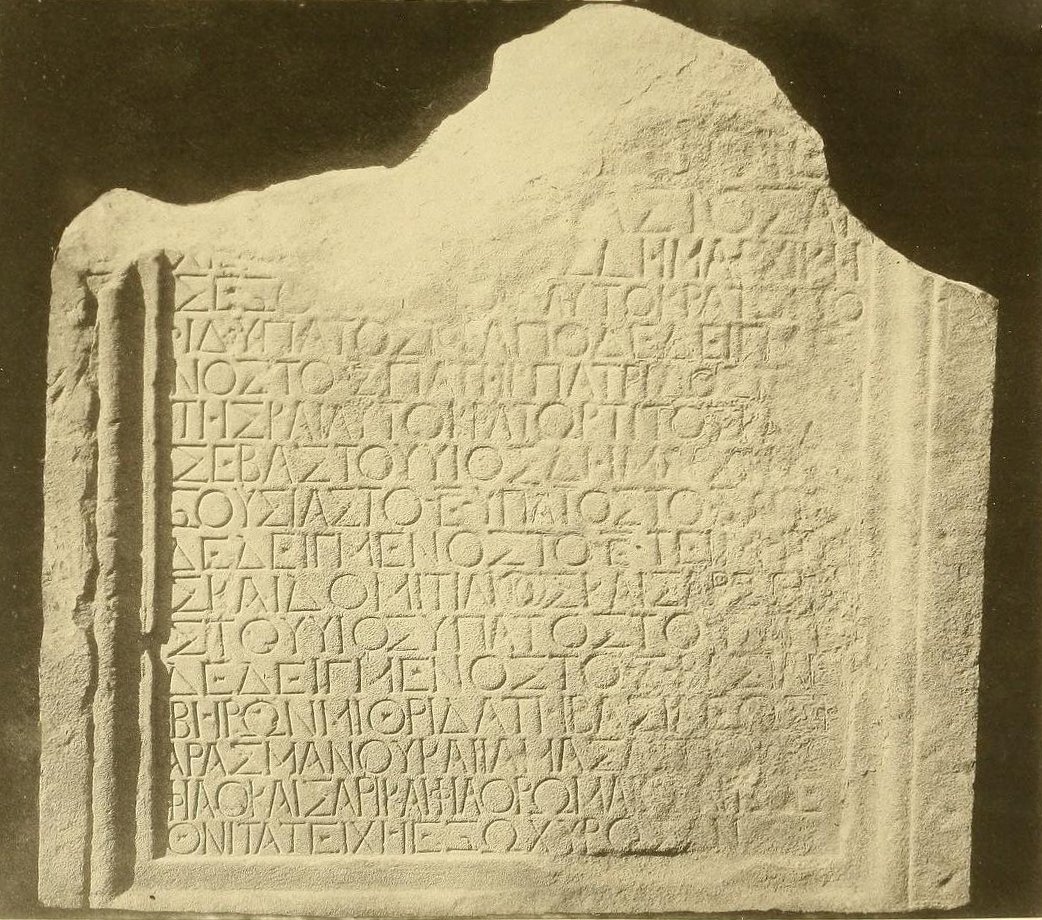
La estela de Vespasiano de Armazi.

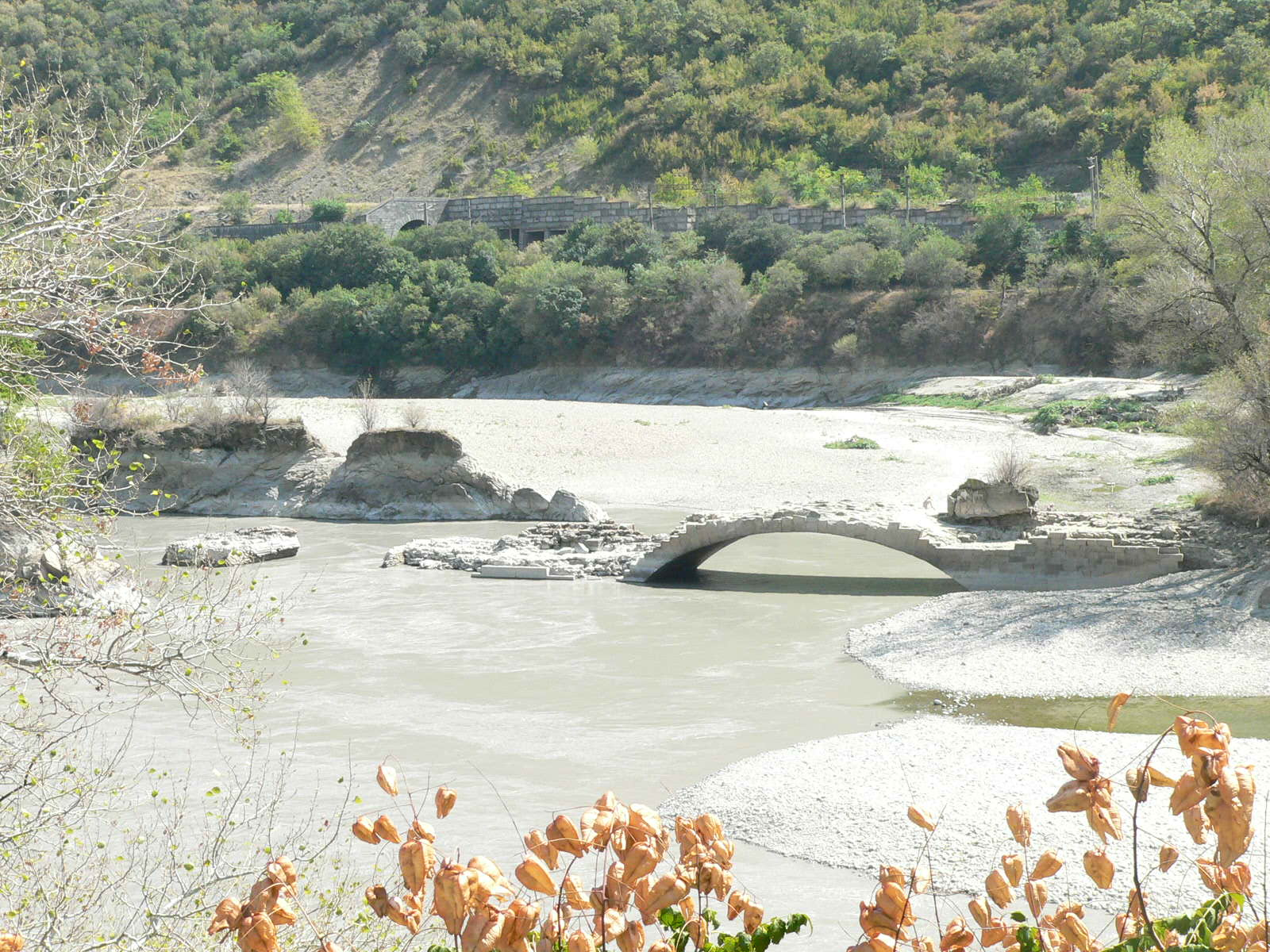
Ruinas del Puente de Pompeyo.

Incluso después del ascenso de Mtsjeta como capital de Iberia, Armazi siguió siendo la ciudad santa del paganismo ibérico y una de las defensas de Mtsjeta. La fortaleza fue capturada por el general romano Pompeyo durante su campaña del 65 a. C. contra el rey Artag de Iberia. Una estructura en ruinas sobre el río Mtkvari data de esa época y todavía se le llama «puente de Pompeyo». El apogeo de Armazi llegó cuando el reino de Iberia se alió con los emperadores romanos. La estela de Vespasiano de Armazi desenterrada en 1867 informa que el emperador romano Vespasiano fortificó Armazi para el rey ibérico Mitridates I en el año 75. Esta muralla de defensa construida en una posición única para bloquear la salida sur del desfiladero de Darial antes de que se ensanchara a la llanura de la moderna Tiflis, fue presumiblemente una medida preventiva contra los aldeanos que con frecuencia asaltaron las fronteras romanas desde el otro lado del Cáucaso.
Durante este período, Armazi fue gobernado por un pitiakhsh hereditario, cuyo rango se aproximaba al de virrey o sátrapa, y era el segundo en la jerarquía oficial del reino después del rey. Las excavaciones de la necrópolis hereditaria de esta dinastía arrojaron gemas grabadas con retratos de dos de estos virreyes, Asparukh (probablemente el contemporáneo del emperador romano Adriano, 117-138) y Zevakh (hacia 150), un raro ejemplo de auténtico retrato georgiano precristiano. Las inscripciones en alfabeto arameo de Armazi mencionan también al arquitecto real y un señor local.
Armazi desempeñó un papel central en la antigua vida cultural georgiana y en la evolución de la epigrafía local en toda Georgia, antes de la invención del alfabeto georgiano en los siglos IV y V. Entre las pocas inscripciones curiosas encontradas en Armazi, la más importante es la «bilingüe de Armazi», una estela funeraria greco-aramea que conmemora la noble Serapita. Contiene una versión única del alfabeto arameo que será conocido como la «Escritura Armazi», aunque se puede encontrar en otras partes de Georgia. El texto bilingüe de Armazi fue traducido y publicado por el profesor Guiorgui Tsereteli en 1941:

Soy Serapita, hija de Zevakh el Joven, pitiachsh del rey Faraón, y esposa de Iodmandagan, el victorioso de varias conquistas, amo de la corte de Khseparnoug, el gran rey de los ibéricos, e hijo de Agripa, amo de la corte del rey Farsman. Malahora, malahora! por el amor de la que no era mayor de edad, cuyos años no se habían cumplido, y que era tan buena y bella que no había nadie como ella por excelencia; y murió a la edad de 21 años.5.

## Declive

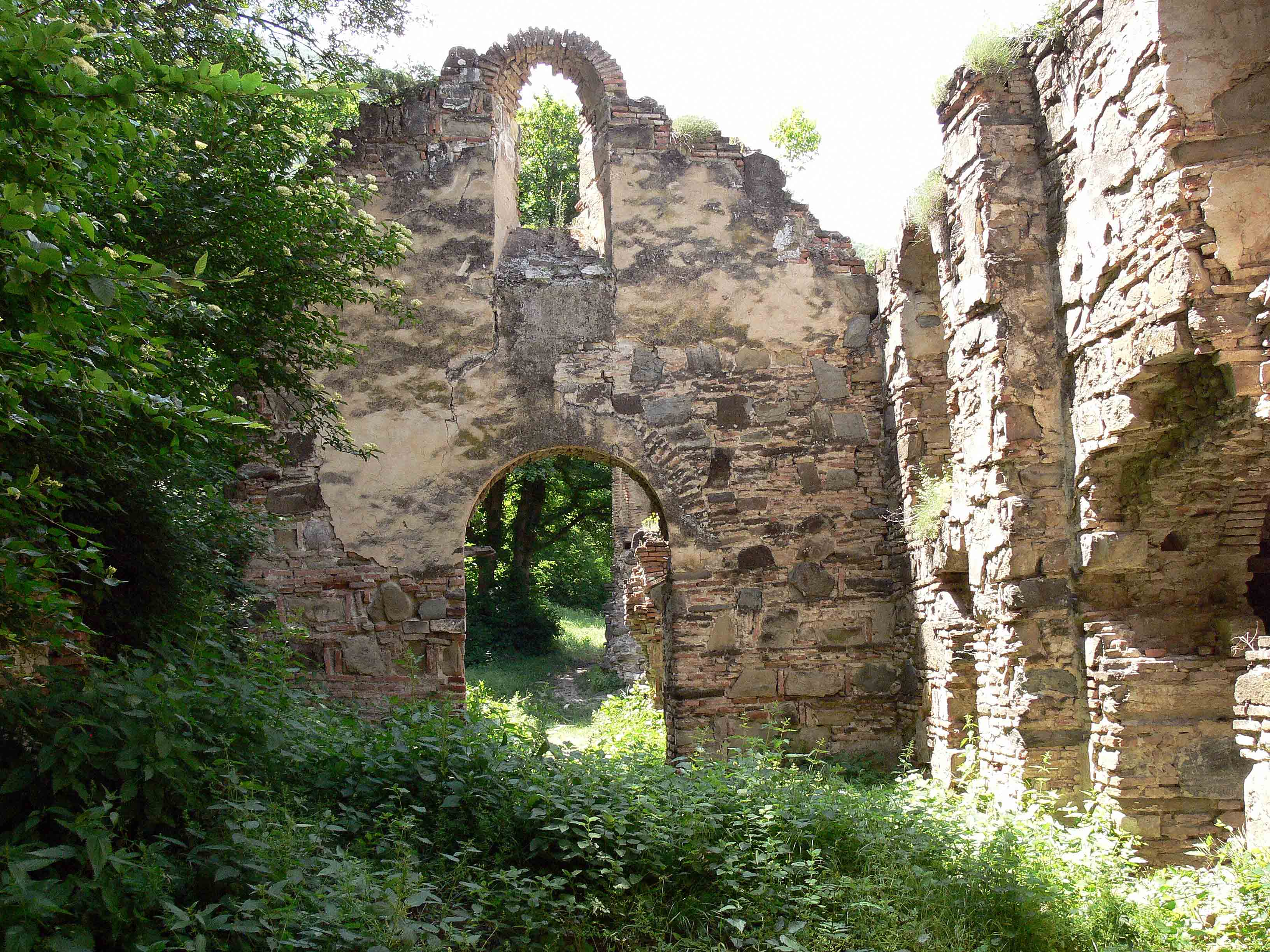
Las ruinas del Monasterio de Santa Ninó en Armazi.

Con el traslado de la capital georgiana de Mtsjeta a Tiflis a finales del siglo V o principios del siglo VI, Armazi entró en un declive gradual. Todavía tenía a su importante comandante, puesto que ocupaba en el año 545 un tal Vistam. La ciudad fue finalmente destruida y arrasada en el 736 por el general árabe Marwan ibn Muhammad.
La ciudad de Armazi no ha sido reconstruida desde entonces, pero un monasterio ortodoxo georgiano dedicado a Santa Ninó fue construido allí entre 1150 y 1178. Se trata de una iglesia que, al igual que sus estructuras asociadas, se encuentra hoy en día en gran parte en ruinas, únicamente se conservan fragmentos de una pintura mural del siglo XII que sobrevivió.